# チャレンジ・シクリスタ・マヨルカ
チャレンジ・シクリスタ・マヨルカ（Challenge Ciclista Mallorca）は、例年2月上旬、スペインのマヨルカ島で4日間に亘って行われる自転車ロードレースの大会。但し、後述の通り、国際自転車競技連合(UCI)は当イベントをステージレースとはみなしていない。

## 概要
毎年のように名称の変わるトロフェオ・〇〇（Trofeo〜 ）と言った名称の4つのワンデイレースを4日間連続で行い（2014年以前は5日間で5レース）、最も上位の選手が総合優勝者とされた。しかし、各レースを全て完走しなければならないという規定がないため、UCIが主催するUCIヨーロッパツアーでは、各レースがそれぞれワンデイレースの扱いとなる。したがって、各レースとも1.1のカテゴリとなっている。
その上で、5レース全てで完走した選手にのみ「総合順位」がつけられ、最上位選手が総合優勝者となるが、上述の理由により、UCIでは「非公式記録」扱いとしている。したがって、2010年より、総合優勝者に対する表彰制度も廃止された。

## 歴代優勝者

### 総合優勝者
- 非公式記録

| 年   | 優勝者                     | 国籍           |
| ---- | -------------------------- | -------------- |
| 1992 | ハビエル・ムルギアルダイ   | スペイン       |
| 1993 | ローラン・ジャラベール     | フランス       |
| 1994 | ダビ・ガルシア             | スペイン       |
| 1995 | アレックス・ツェーレ       | スイス         |
| 1996 | フランシスコ・カベリョ     | スペイン       |
| 1997 | ローラン・ジャラベール     | フランス       |
| 1998 | レオン・ファンボン         | オランダ       |
| 1999 | ホセ・ルイス・レボリョ     | スペイン       |
| 2000 | フランシスコ・カベリョ     | スペイン       |
| 2001 | マシュー・ヘイマン         | オーストラリア |
| 2002 | フランシスコ・カベリョ     | スペイン       |
| 2003 | アレハンドロ・バルベルデ   | スペイン       |
| 2004 | アントニオ・コロム         | スペイン       |
| 2005 | アレハンドロ・バルベルデ   | スペイン       |
| 2006 | ダビ・ベルナベウ           | スペイン       |
| 2007 | ルイス・レオン・サンチェス | スペイン       |
| 2008 | フィリップ・ジルベール     | ベルギー       |
| 2009 | アントニオ・コロム         | スペイン       |

### 各レース歴代優勝者
| 年   | トロフェオ・パルマ・デ・マリョルカ                                   | トロフェオ・アンダルシア                                 | トロフェオ・カルビア                                     | トロフェオ・マナコル                               | トロフェオ・ソリェル                         |
| ---- | -------------------------------------------------------------------- | -------------------------------------------------------- | -------------------------------------------------------- | -------------------------------------------------- | -------------------------------------------- |
| 1992 | ケネット・ヴェルツ                                                   | アルフォンソ・グティエレス                               | ニール・ステファンス                                     | アルフォンソ・グティエレス                         | フアン・カルロス・ゴンサレス                 |
| 1993 | アシアテ・サイトフ                                                   | アルフォンソ・グティエレス                               | フェデリコ・エチャベ                                     | ローラン・ジャラベール                             | ローラン・ジャラベール                       |
| 1994 | ホアン・リャネラス                                                   | アシエル・グエネチェア                                   | アルフォンソ・グティエレス                               | ホセ・ラモン・ウリアルテ                           | アンヘル・エド                               |
| 1995 | アドリアーノ・バッフィ                                               | イェルン・ブライレヴェンス                               | ベアート・ツベルク                                       | サムエーレ・シアヴィーナ                           | ローラン・ジャラベール                       |
| 1996 | イェルン・ブライレヴェンス                                           | ホデル・デ・レーウ                                       | フランシスコ・カベリョ                                   | フェデリコ・コロンナ                               | フランシスコ・カベリョ                       |
| 1997 | エリック・ツァベル                                                   | ペーター・ファンペテヘム                                 | トム・ステールス                                         | ヘンドリック・ファン・ダイク                       | ローラン・ジャラベール                       |
| 1998 | エリック・ツァベル                                                   | ジェレミー・ハント                                       | トム・ステールス                                         | エリオ・アッジャーノ                               | トム・ステールス                             |
| 1999 | イェルン・ブライレヴェンス                                           | クラウス・ミカエル・メラー                               | フランシスコ・カベリョ                                   | マリオ・チポッリーニ                               | マリオ・チポッリーニ                         |
| 2000 | オスカル・フレイレ                                                   | ロビー・マキュアン                                       | エリオ・アッジャーノ                                     | パオロ・ベッティーニ                               | フランシスコ・カベリョ                       |
| 2001 | エリック・ツァベル                                                   | マイケル・ボーヘルト                                     | ロビー・マキュアン                                       | エリック・ツァベル                                 | マシュー・ヘイマン                           |
| 2002 | イサーク・ガルベス                                                   | イゴル・フロレス                                         | エリック・デッケル                                       | オスカル・フレイレ                                 | オスカル・フレイレ                           |
| 2003 | イサーク・ガルベス                                                   | アラン・デイヴィス                                       | レメルト・ウィエリンガ                                   | イサーク・ガルベス                                 | アレクサンドル・ウソフ                       |
| 2004 | アラン・デイヴィス                                                   | オスカル・フレイレ                                       | ウナイ・エチェバリア                                     | アラン・デイヴィス                                 | アレハンドロ・バルベルデ                     |
| 2005 | オスカル・フレイレ                                                   | オスカル・フレイレ                                       | アントニオ・コロム                                       | アレハンドロ・バルベルデ                           | アレハンドロ・バルベルデ                     |
| 年   | トロフェオ・パルマ・デ・マリョルカ                                   | トロフェオ・カラ・ミリョル                               | トロフェオ・カルビア                                     | トロフェオ・ポリェンカ                             | トロフェオ・ソリェル                         |
| 2006 | イサーク・ガルベス                                                   | イサーク・ガルベス                                       | ダーヴィト・コップ                                       | ダビ・ベルナベウ                                   | パオロ・ベッティーニ                         |
| 2007 | オスカル・フレイレ                                                   | ビセンテ・レイネス                                       | ウナイ・エチェバリア                                     | トーマス・デッケル                                 | アントニオ・コロム                           |
| 2008 | フィリップ・ジルベール                                               | グレーム・ブラウン                                       | ヘルト・ステーフマンス                                   | ホセ・ホアキン・ロハス                             | フィリップ・ジルベール                       |
| 年   | トロフェオ・パルマ・デ・マリョルカ                                   | トロフェオ・カラ・ミリョル                               | トロフェオ・カルビア                                     | トロフェオ・ポリェンカ                             | トロフェオ・インカ                           |
| 2009 | ヘルト・ステーフマンス                                               | ロビー・マキュアン                                       | ゲラルト・ツィオレック                                   | ダニエーレ・ベンナーティ                           | アントニオ・コロム                           |
| 年   | トロフェオ・パルマ・デ・マリョルカ                                   | トロフェオ・カラ・ミリョル                               | トロフェオ・デイア                                       | トロフェオ・マガルフ＝パルマノバ                   | トロフェオ・インカ                           |
| 2010 | ロビー・マキュアン                                                   | オスカル・フレイレ                                       | ルイ・コスタ                                             | アンドレ・グライペル                               | リーヌス・ゲルデマン                         |
| 2011 | タイラー・ファーラー                                                 | タイラー・ファーラー                                     | ホセ・ホアキン・ロハス                                   | ムリロ・フィスシャー                               | ベン・ヘルマンス                             |
| 年   | トロフェオ・パルマ・デ・マリョルカ                                   | トロフェオ・ミグホルン                                   | トロフェオ・デイア                                       | トロフェオ・ポリェンサ                             | トロフェオ・セラ・デ・トラムンタナ           |
| 2012 | アンドリュー・フェン                                                 | アンドリュー・フェン                                     | ラーシュ・ペター・ノードハウグ                           | 中止                                               | 中止                                         |
| 年   | トロフェオ・パルマ・デ・マリョルカ                                   | トロフェオ・カンポス                                     | トロフェオ・デイア                                       | トロフェオ・プラヤ・デ・ムロ                       | トロフェオ・セラ・デ・トラムンタナ           |
| 2013 | ケニー・デハース                                                     | リー・ハワード                                           | 開催なし                                                 | リー・ハワード                                     | アレハンドロ・バルベルデ                     |
| 年   | トロフェオ・パルマ                                                   | トロフェオ・セス・サリーナス                             | トロフェオ・デイア                                       | トロフェオ・ムロ 〜 ポルト・ダルカディア           | トロフェオ・セラ・デ・トラムンタナ           |
| 2014 | サーシャ・モドロ                                                     | サーシャ・モドロ                                         | 開催なし                                                 | ジャンニ・メールスマン                             | ミハウ・クフャトコフスキ                     |
| 年   | トロフェオ・サンタニー 〜 セス・サリーナス 〜 カンポス               | トロフェオ・アンドラッチ 〜 ミラドール・デス・コロメール | トロフェオ・セラ・デ・トラムンタナ                       | トロフェオ・プラヤ・ド・パルマ                     | 未開催                                       |
| 2015 | マッテーオ・ペルッキ                                                 | スティーヴ・カミングス                                   | アレハンドロ・バルベルデ                                 | マッテーオ・ペルッキ                               | 未開催                                       |
| 年   | トロフェオ・ファラニチュ 〜 セス・サリーナス 〜 カンポス 〜 プレラス | トロフェオ・ポリェンサ 〜 ポート・ド・アンドラッチ       | トロフェオ・セラ・デ・トラムンタナ                       | トロフェオ・プラヤ・ド・パルマ                     | 未開催                                       |
| 2016 | アンドレ・グライペル                                                 | ジャンルーカ・ブランビッラ                               | ファビアン・カンチェラーラ                               | アンドレ・グライペル                               | 未開催                                       |
| 年   | トロフェオ・プレラス 〜 ファラニチュ 〜 セス・サリーナス 〜 カンポス | トロフェオ・アンドラッチ 〜 ミラドール・デス・コロメール | トロフェオ・セラ・デ・トラムンタナ                       | トロフェオ・プラヤ・ド・パルマ                     | 未開催                                       |
| 2017 | アンドレ・グライペル                                                 | ティム・ウェレンス                                       | ティム・ウェレンス                                       | ダニエル・マクレイ                                 | 未開催                                       |
| 2018 | ヨーン・デーゲンコルプ                                               | トムス・スクインス                                       | ティム・ウェレンス                                       | ヨーン・デーゲンコルプ                             | 未開催                                       |
| 年   | トロフェオ・セス・サリーナス 〜 カンポス 〜 プレラス 〜 ファラニチュ | トロフェオ・アンドラッチ・リュセタ                       | トロフェオ・デ・トラムンタナ・ソーリェル・デイア         | トロフェオ・パルマ                                 | 未開催                                       |
| 2019 | ヘスス・エラダ                                                       | エマヌエル・ブーフマン                                   | ティム・ウェレンス                                       | マルセル・キッテル                                 | 未開催                                       |
| 年   | トロフェオ・ファラニチュ 〜 セス・サリーナス 〜 カンポス 〜 プレラス | トロフェオ・ポリェンサ 〜 ポート・ド・アンドラッチ       | トロフェオ・セラ・デ・トラムンタナ                       | トロフェオ・ド・プラヤ・ド・パルマ 〜 パルマ       | 未開催                                       |
| 2020 | マッテオ・モスケッティ                                               | マルク・ソレル                                           | エマヌエル・ブッフマン                                   | マッテオ・モスケッティ                             | 未開催                                       |
| 年   | トロフェオ・カルビア                                                 | トロフェオ・セラ・デ・トラムンタナ                       | トロフェオ・アンドラッチ 〜 ミラドール・デス・コロメール | トロフェオ・アルカディア 〜 ポルト・ダルカディア   | 未開催                                       |
| 2021 | ライアン・ギボンズ                                                   | ヘスス・エラダ                                           | ウィネル・アナコナ                                       | アンドレ・グライペル                               | 未開催                                       |
| 年   | トロフェオ・カルビア                                                 | トロフェオ・アルカディア 〜 ポルト・ダルカディア         | トロフェオ・セラ・デ・トラムンタナ                       | トロフェオ・ポリェンサ 〜 ポート・ド・アンドラッチ | トロフェオ・ド・プラヤ・ド・パルマ 〜 パルマ |
| 2022 | ブランドン・マクナルティ                                             | ビニヤム・ギルマイ                                       | ティム・ウェレンス                                       | アレハンドロ・バルベルデ                           | アルノー・デリー                             |
| 年   | トロフェオ・カルビア                                                 | トロフェオ・セス・サリーヌ 〜 アルクディア               | トロフェオ・アンドラッチ 〜 ミラドル・デス・コロメル     | トロフェオ・セッラ・デ・トラムンターナ             | トロフェオ・パルマ 〜 パルマ                 |
| 2023 | ルイ・コスタ                                                         | マライン・ファンデンベルフ                               | コーブ・ホーセンス                                       | コーブ・ホーセンス                                 | イーサン・ヴァーノン                         |